# Химна Папуе Нове Гвинеје
O Arise, All You Sons (Устаните, о синови!) је химна Папуе Нове Гвинеје. Химна је усвојена 1975, а компоновао ју је аустралијски војник Том Шеклејди.

## Стихови
-{O arise all you sons of this land,
Let us sing of our joy to be free,
Praising God and rejoicing to be
Papua New Guinea.
Shout our name from the mountains to seas
Papua New Guinea;
Let us raise our voices and proclaim
Papua New Guinea.
Now give thanks to the good Lord above
For His kindness, His wisdom and love
For this land of our fathers so free,
Papua New Guinea.
Shout again for the whole world to hear
Papua New Guinea;
We're independent and we're free,
Papua New Guinea.}-

## Мелодија
- MIDI-фајл